# Joseph De Busscher

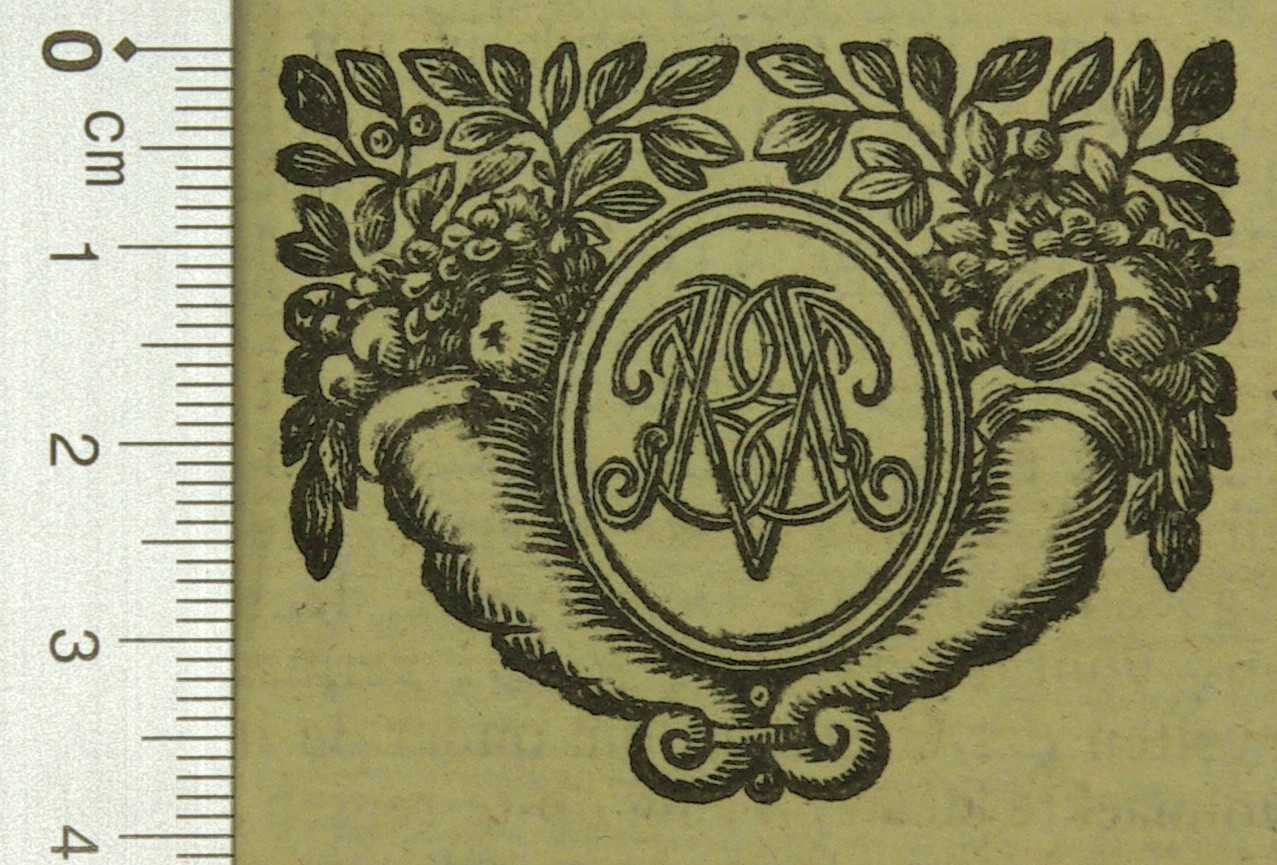
Drukkersmerk van Joseph De Busscher, gevonden in Alban Butler, De levens der hh. vaders, der martelaeren, en van d'andere voornaeme heyligen (1791-1794), Universiteit Antwerpen - CST MAG-P 12.636:1-8 (3# f. H8 verso)

Joseph de Busscher (Brugge, 6 oktober 1741 - 21 december 1824) was drukker, boekhandelaar en antiquaar in Brugge. 

## Levensloop
De Busscher, zoon van Amandus de Busscher en van Pieternelle de Necker, trouwde in 1770 met Anna van der Piet (geboren in Brugge, 1741), weduwe van drukker Pieter De Sloovere. Ze kregen acht kinderen, die trouwden in de gegoede burgerij. 
- De oudste, Joseph-Pierre de Busscher, huwde met Sophie, dochter van notaris Delarue, en werd aldus de schoonbroer van de classicistische schilder Joseph Odevaere en van de secretaris van het Belgisch Voorlopig Bewind Joseph Van der Linden. Een dochter van Joseph-Pierre, Eugénie (1804-1884) huwde met baron Jean van Zuylen van Nyevelt (1798-1863), wat aan drukker De Busscher een reeks adellijke afstammelingen bezorgde.
- Onder de rechtstreekse afstammelingen via zijn zoon en opvolger, drukker Guillaume De Busscher bevinden zich de 19de-eeuwse rijksarchivaris en historicus Edmond De Busscher en in de twintigste eeuw de essayiste Suzanne Lilar-Verbist, de romanschrijfster Françoise Mallet-Joris en de Gentse kunsthistorica Marie-Claire Fredericq-Lilar.

Na het overlijden van Pieter De Sloovere had de weduwe de drukkerij In den Braembosch in de Predikherenstraat verder uitgebaat. Begin 1770 verkreeg zij de vrijdom van het ambacht ten gunste van Joseph De Busscher, op wiens naam de drukkerij voortaan verder werkte. Reeds in 1771 werd De Busscher deken van het librariërsgild. Hij begon in het vak met een handicap, aangezien het officie van stadsdrukker in 1767 van De Sloovere naar zijn concurrent Joseph Van Praet was gegaan. Hij behield niettemin het octrooi voor de jaarlijkse Groote Brugsche Comptoir Almanach en voor de talrijke tarief- en reductie-boekjes die de drukkerij publiceerde.

## De drukker en uitgever
De belangrijkste Brugse auteurs voor wie hij drukte, waren 
- Patrice Beaucourt de Noortvelde (1720-1796) met Description historique de l’église (...) de Notre Dame à Bruges (1713) en Beschrijving van den opgank, voortgank en ondergank van den Brugschen Koophandel (1714)
- de genealoog en latere burgemeester van Brugge Karel-Aeneas de Croeser met Abrégé généalogique de la parenté de Messire Michel Drieux (1785), Généalogie Audejans (1789), Epitaphier, mémoires et inscriptions sépulchrales de la famille de Croeser (1790), Généalogie de Stockhove (1790).

Zijn nog te vermelden: 
- een verzorgde uitgave van Joost van den Vondels Altaer geheymenissen (1771),
- in twee delen Nauwkeurige beschrijvinge der oude en beroemde zeestad Oostende (1792) door de Oostendse postmeester J. Bowens,
- herdruk van de Inleiding tot de praktijk der algemeene schilderkunst (z.d.) door de Middelburgse boekhandelaar en auteur Willem Goeree
- Handleyding tot den Hollandschen koophandel (1784),
- Mémoire au sujet des genièvreries à la Hollandaise, établies en Flandre (1789),
- van kanunnik (later, vanaf 1764, pastoor te Gijverinkhove) Prosper Florisoone, Nieuwen geneesmiddel om zonder medecyne, en zonder eenig gevaer van ongemak of quaed gevolg, van het flerecyn, sciatica en rheumatismus geneezen te worden (1781),
- van Petrus Franciscus Valcke, Sermoenen op de Sondagen en feestdagen (1784-1786, 1787-1788, 1788-1790) in zeven delen,
- van Ignatius De Vloo, Sermoenen (1788-1794) in twaalf delen,
- van Prosper Florizoone, Nieuwe Vlaemsche Sermoenen (1782),
- van Petrus Valcke, Speculum et idea boni pastoris (…) (1785),
- van priester Billet, Den Christen mensch, oordeelende volgens de regte reden (1788),
- Maniere om gemeynzaemlijk met God te handelen (…) (1768),
- Nieuwen godvrugtigen kerke- en gebedeboek of christelijken onderwijzer (…) (1779),
- Den godvrugtigen landman, ofte gebedeboek, bijzonderlijk ten dienste der landslieden (1786).
- Historie van de voorspoedige staets-omwenteling der gewezene Oostenrijksche Nederlanden en voornaementlijk van den roemrugtigen zegenpraal der Nederlandsche Kerk over haere verdrukkers, sedert het begin der regeering van den Keyzer Joseph den II), (1790), hevig anti-Oostenrijks pamflet tijdens de Brabantse Omwenteling
- De levens der H.H. Vaders, der Martelaren en van d’andere voornaemste Heyligen (…) beschreven in d’Engelsche Taele door Albanus Butler, in zeven delen (1792-1796).

## Boekhandelaar, antiquaar, deskundige
Met daarbij ook nog een grote hoeveelheid kleiner drukwerk en gelegenheidsdrukwerk, was Joseph De Busscher tussen 1770 en 1790 een van de belangrijkste Brugse drukkers. 
Ook als boekhandelaar was hij erg actief. In zijn jaarlijkse almanak verschenen advertenties voor honderden, terwijl hij geregeld catalogi uitgaf om zijn klanten in te lichten over de omvang van zijn boekenfonds. 
Tijdens de aanhechting bij Frankrijk vanaf 1794 speelde Joseph De Busscher, in tegenstelling tot andere Brugse drukkers en tot zijn zoon Guillaume, geen actieve rol. Hij liet trouwens de drukkerij vanaf 1796 volledig aan Guillaume over. Hij bleef evenwel actief als boekhandelaar en vooral als antiquarisch boekenexpert, voor het schatten van bibliotheken in nalatenschappen en voor het opstellen en drukken van verkoopcatalogi. 
In 1815 werd de drukkerij De Busscher geplunderd als gevolg van de Fransgezinde houding van Guillaume de Busscher, die ook ontvanger van de directe belastingen was geweest. Hierop verhuisde Guillaume naar Gent, waar hij een nieuwe succesvolle zaak opbouwde. 
Joseph De Busscher, op hoge leeftijd gekomen, liet in 1818 zijn belangrijke boekenverzameling veilen. Zijn oudste zoon Joseph Pierre (1773-1843), hoofdgriffier bij de rechtbank van eerste aanleg in Brugge, liet eveneens een belangrijke boekenverzameling na. Hetzelfde gold voor twee van zijn kleinzoons, dokter Jacques-Olivier De Mersseman (1805-1853), die tevens een der productiefste Brugse historici in de jaren 1830-1850 was en rijksarchivaris Edmond De Busscher (1805-1882). 
Onder de wisselende regimes beoefende Joseph de Busscher eervolle functies, onder meer als jurylid bij departementaal of provinciaal georganiseerde schoolexamens. Hij verwierf ook bekendheid als kunstverzamelaar en zelfs als mecenas: in 1787 schonk hij aan de Academie voor Schone Kunsten van Brugge een Portret van Christus door Jan van Eyck, later geïdentificeerd als een vroeg-17de-eeuwse kopie.